# 東芝TEC
東芝 TEC（日语：とうしば テック，1950年|2月7日─）誕生於東京都品川區的一家電子產品製造商，是東芝集團的子公司之一，也是唯一在東京證券交易所上市的東芝子公司。

## 生平
東芝 TEC的前身是東京電器公司（Tokyo Electric Company），同時剛好也是英文Tech的諧音，該公司國內的主力市場為銷售時點情報系統製造和銷售，國外還有多功能事務印表機的解決方案。

## 歷史沿革
- 1919年（大正8年）2月：創辦人間宮勝三郎成立間宮堂株式会社，專門生產計算機。
- 1926年（大正15年）4月：製造日本製的第一部收銀機。
- 1928年（昭和3年）12月：藤山愛一郎完成收購間宮堂株式会社，奠定收銀機生產為公司主業。
- 1935年（昭和10年）：和NCR公司跨海合作，成立日本NCR公司。
- 1962年（昭和37年）11月：東京證券交易所2部上市，3年後轉到1部上市。
- 2012年（平成24年）4月：宣布收購IBM零售商店POS解決方案。